# Runemo
Runemo ist ein Ort (tätort) in der schwedischen Provinz Gävleborgs län und der historischen Provinz Hälsingland. Er gehört zur Gemeinde Ovanåker und liegt etwa zwanzig Kilometer östlich von Edsbyn.
Der Ort liegt am Fluss Voxnan und an der Bahnstrecke Orsa–Bollnäs, die allerdings hier ohne Verkehr ist. Der riksväg 50 führt an Runemo vorbei.